# Alonina
Alonina é um gênero de traça pertencente à família Brachodidae.